# Nagari Gadut
Nagari Gadut is een bestuurslaag in het regentschap Agam van de provincie West-Sumatra, Indonesië. Nagari Gadut telt 14.592 inwoners (volkstelling 2010).